# 戈尼克 (新罕布什爾州)
戈尼克（英語：Gonic）是位於美國新罕布什爾州斯特拉佛縣的非建制地區。

## 歷史
戈尼克的郵局自1851年營運至今。

## 地理
戈尼克所處的海拔為高於海平面58米（即190英呎），而該地所採用的時區為UTC-5，即北美东部时区（EST）。同時該地設有夏令時間，為UTC-5調快一小時，即UTC-4（EDT）。